# Elecciones legislativas de Lisboa de 2019
Las elecciones legislativas de 2019 se celebraron en el distrito de Lisboa el domingo 6 de octubre de 2019, como parte de las elecciones parlamentarias convocadas por el presidente de la República Marcelo Rebelo de Sousa. Se eligieron los 48 diputados de la Asamblea de la República correspondientes al círculo electoral de Lisboa, mediante un sistema proporcional (método d'Hondt) con listas cerradas y sin umbral electoral.

## Resultados
Los comicios depararon un récord de 9 candidaturas con representación parlamentaria: 20 escaños al Partido Socialista, 12 escaños al Partido Social Demócrata, 5 al Bloco de Esquerda, 4 a la Coalición Democrática Unitaria, 2 a Personas-Animales-Naturaleza, 2 al CDS-Partido Popular, y 1 escaño a las candidaturas de Iniciativa Liberal, Livre y Chega!.
A continuación se detallan los resultados completos:
| Candidatura                                                   | Candidatura                                                   | Votos     | %                               | Dip.                            |
| ------------------------------------------------------------- | ------------------------------------------------------------- | --------- | ------------------------------- | ------------------------------- |
|                                                               | Partido Socialista (PS)                                       | 404 015   | 38,13                           | 20                              |
|                                                               | PPD-Partido Social Demócrata (PPD/PSD)                        | 248 510   | 23,45                           | 12                              |
|                                                               | Bloco de Esquerda (BE)                                        | 106 793   | 10,08                           | 5                               |
|                                                               | Coalición Democrática Unitaria (PCP-PEV)                      | 85 660    | 8,08                            | 4                               |
|                                                               | Personas-Animales-Naturaleza (PAN)                            | 48 440    | 4,57                            | 2                               |
|                                                               | CDS-Partido Popular (CDS-PP)                                  | 48 367    | 4,56                            | 2                               |
|                                                               | Iniciativa Liberal (IL)                                       | 27 090    | 2,56                            | 1                               |
|                                                               | Livre (L)                                                     | 22 738    | 2,15                            | 1                               |
|                                                               | Chega! (CH)                                                   | 22 028    | 2,08                            | 1                               |
| Alianza (A)                                                   | Alianza (A)                                                   | 13 860    | 1,31                            | 0                               |
| Partido Comunista de los Trabajadores Portugueses (PCTP/MRPP) | Partido Comunista de los Trabajadores Portugueses (PCTP/MRPP) | 8 923     | 0,84                            | 0                               |
| Partido Nacional Renovador (PNR)                              | Partido Nacional Renovador (PNR)                              | 4 811     | 0,45                            | 0                               |
| Reaccionar Incluir Reciclar (RIR)                             | Reaccionar Incluir Reciclar (RIR)                             | 4 525     | 0,43                            | 0                               |
| Partido de la Tierra (MPT)                                    | Partido de la Tierra (MPT)                                    | 2 776     | 0,26                            | 0                               |
| Nosotros, Ciudadanos! (NC)                                    | Nosotros, Ciudadanos! (NC)                                    | 2 703     | 0,26                            | 0                               |
| Partido Unido de Retirados y Pensionistas (PURP)              | Partido Unido de Retirados y Pensionistas (PURP)              | 2 101     | 0,20                            | 0                               |
| Partido Popular Monárquico (PPM)                              | Partido Popular Monárquico (PPM)                              | 1 946     | 0,18                            | 0                               |
| Partido Democrático Republicano (PDR)                         | Partido Democrático Republicano (PDR)                         | 1 881     | 0,18                            | 0                               |
| Movimiento Alternativa Socialista (MAS)                       | Movimiento Alternativa Socialista (MAS)                       | 1 243     | 0,12                            | 0                               |
| Partido del Trabajo Portugués (PTP)                           | Partido del Trabajo Portugués (PTP)                           | 1 163     | 0,11                            | 0                               |
| Votos válidos                                                 | Votos válidos                                                 | 1 059 573 | 100,00                          | 48                              |
| Votos en blanco                                               | Votos en blanco                                               | 23 683    | Participación: \| \| 57,33 % \| | Participación: \| \| 57,33 % \| |
| Votos nulos                                                   | Votos nulos                                                   | 15 998    | Participación: \| \| 57,33 % \| | Participación: \| \| 57,33 % \| |
| Votantes                                                      | Votantes                                                      | 1 099 254 | Participación: \| \| 57,33 % \| | Participación: \| \| 57,33 % \| |
| Inscritos                                                     | Inscritos                                                     | 1 917 369 | Participación: \| \| 57,33 % \| | Participación: \| \| 57,33 % \| |
|                                                               | 57,33 %                                                       |           |                                 |                                 |

## Diputados electos
Relación de diputados electos:
| N.º | Nombre                                               | Lista | Lista   |
| --- | ---------------------------------------------------- | ----- | ------- |
| 1   | António Luís Santos da Costa                         |       | PS      |
| 2   | Filipa Maria Salema Roseta Vaz Monteiro              |       | PPD/PSD |
| 3   | Edite de Fátima Santos Marreiros Estrela             |       | PS      |
| 4   | Eduardo Luiz Barreto Ferro Rodrigues                 |       | PS      |
| 5   | José Maria Lopes Silvano                             |       | PPD/PSD |
| 6   | Mariana Rodrigues Mortágua                           |       | BE      |
| 7   | Mariana Guimarães Vieira da Silva                    |       | PS      |
| 8   | Jerónimo Carvalho de Sousa                           |       | PCP-PEV |
| 9   | Pedro Augusto Cunha Pinto                            |       | PPD/PSD |
| 10  | Mário José Gomes de Freitas Centeno                  |       | PS      |
| 11  | Graça Maria da Fonseca Caetano Gonçalves             |       | PS      |
| 12  | Isabel Maria Meireles Teixeira                       |       | PPD/PSD |
| 13  | João Titternigton Gomes Cravinho                     |       | PS      |
| 14  | Pedro Filipe Gomes Soares                            |       | BE      |
| 15  | Maria da Luz Gameiro Beja Ferreira Rosinha           |       | PS      |
| 16  | Luís Maria de Barros Serra Marques Guedes            |       | PPD/PSD |
| 17  | André Lourenço e Silva                               |       | PAN     |
| 18  | Maria de Assunção Oliveira Cristas Machado da Graça  |       | CDS-PP  |
| 19  | Marcos da Cunha e Lorena Perestrello de Vasconcellos |       | PS      |
| 20  | Alma Benedetti Croce Rivera                          |       | PCP-PEV |
| 21  | Duarte Rogério Matos Ventura Pacheco                 |       | PPD/PSD |
| 22  | Susana de Fátima Carvalho Amador                     |       | PS      |
| 23  | Sérgio Paulo Mendes de Sousa Pinto                   |       | PS      |
| 24  | Beatriz Gebalina Pereira Gomes Dias                  |       | BE      |
| 25  | Sandra Cristina de Sequeiros Pereira                 |       | PPD/PSD |
| 26  | Maria de Fátima de Jesus Fonseca                     |       | PS      |
| 27  | Pedro Filipe Mota Delgado Simões Alves               |       | PS      |
| 28  | Ricardo Augustus Guerreiro Baptista Leite            |       | PPD/PSD |
| 29  | Ana Sofia Pedroso Lopes Antunes                      |       | PS      |
| 30  | Duarte La Falher de Campos Alves                     |       | PCP-PEV |
| 31  | Pedro Nuno Mazeda Pereira Neto Rodrigues             |       | PPD/PSD |
| 32  | João Fernando Cotrim de Figueiredo                   |       | IL      |
| 33  | Jorge Lacão Costa                                    |       | PS      |
| 34  | Jorge Duarte Gonçalves da Costa                      |       | BE      |
| 35  | Isabel de Lima Mayer Alves Moreira                   |       | PS      |
| 36  | Lina Maria Cardoso Lopes                             |       | PPD/PSD |
| 37  | Paula Inês Alves de Sousa Real                       |       | PAN     |
| 38  | Ana Rita Barreira Duarte Bessa                       |       | CDS-PP  |
| 39  | Pedro Miguel de Sousa Barrocas Martinho Cegonho      |       | PS      |
| 40  | Joacine Elysees Katar Tavares Moreira                |       | L       |
| 41  | Carlos Manuel dos Santos Batista da Silva            |       | PPD/PSD |
| 42  | Ricardo Jorge Colaço Leão                            |       | PS      |
| 43  | André Claro Amaral Ventura                           |       | CH      |
| 44  | Mariana da Conceição Pereira da Silva                |       | PCP-PEV |
| 45  | Isabel Cristina Rua Pires                            |       | BE      |
| 46  | Romualda Maria da Conceição Martins Nunes Fernandes  |       | PS      |
| 47  | Alexandre Damasceno da Silva Poço                    |       | PPD/PSD |
| 48  | Miguel de Oliveira Pires da Costa Matos              |       | PS      |